# Greneville-en-Beauce
Greneville-en-Beauce ist eine französische Gemeinde mit 672 Einwohnern (Stand: 1. Januar 2022) im Département Loiret in der Region Centre-Val de Loire. Sie gehört zum Arrondissement Pithiviers und zum Kanton Pithiviers. Die Einwohner werden Grenevillois genannt.

## Geographie
Greneville-en-Beauce liegt etwa 34 Kilometer nordnordöstlich von Orléans. Umgeben wird Greneville-en-Beauce von den Nachbargemeinden Léouville im Norden und Nordwesten, Charmont-en-Beauce im Norden, Guigneville im Osten und Nordosten, Pithiviers-le-Vieil im Osten und Südosten, Jouy-en-Pithiverais im Süden und Südosten, Châtillon-le-Roi im Süden, Bazoches-les-Gallerandes im Westen und Südwesten sowie Outarville im Westen und Nordwesten.

## Bevölkerungsentwicklung
| Jahr                       | 1962 | 1968 | 1975 | 1982 | 1990 | 1999 | 2008 | 2018 |
| Einwohner                  | 417  | 409  | 553  | 519  | 581  | 584  | 639  | 703  |
| Quellen: Cassini und INSEE |      |      |      |      |      |      |      |      |

## Sehenswürdigkeiten
- Kirche Saint-Pierre-ès-Liens aus dem 12./13. Jahrhundert, Umbauten aus dem 15. Jahrhundert, Monument historique seit 1931
- Kirche Saint-Félix in der Ortschaft Guignonville, Anfang des 13. Jahrhunderts erbaut, Monument historique seit 1925

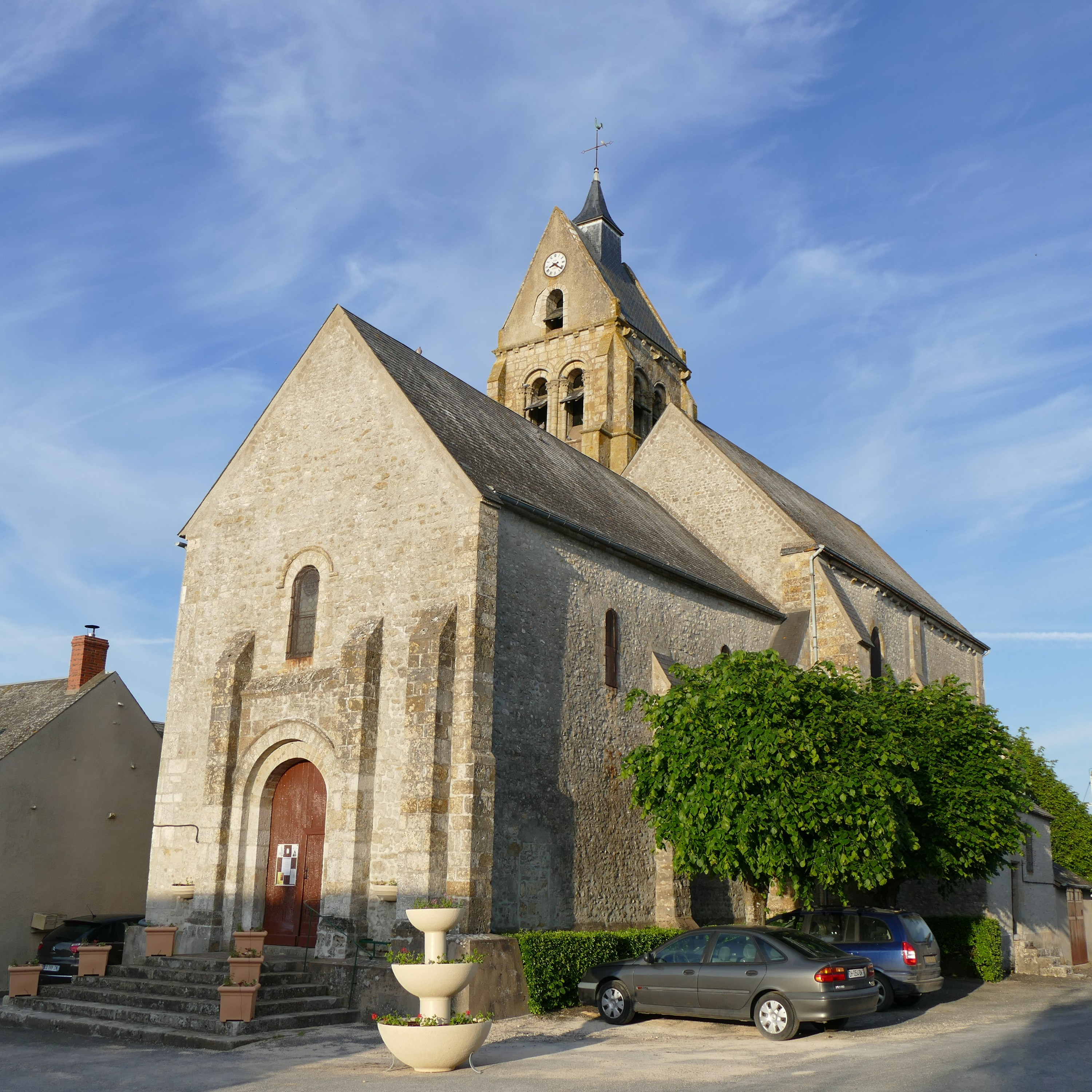
Kirche Saint-Félix in Guignonville

- Mühle Grasville